# Floyd E. Bloom
Floyd E. Bloom (Minneapolis, Minnesota,1936-8 de enero de 2025) fue un investigador y médico estadounidense, especialista en química neuroanatomía.

## Trayectoria
Recibió un AB cum laude, de la Southern Methodist University en 1956 y un MD, cum laude de la Universidad Washington en San Luis Facultad de Medicina en 1960. Los siguientes dos años los pasó como becario y residente en el Barnes Hospital judío.

### Honores
- presidente emérito del Departamento de Neurofarmacología en el Instituto de Investigación Scripps en La Jolla, California,
- expresidente de la Asociación Americana para el Avance de la Ciencia,
- exeditor en jefe de Science (1995-2000),
- director de Neurobiología del Comportamiento en el Instituto Salk para Estudios Biológicos,
- jefe del Laboratorio de Neurofarmacología del Instituto Nacional de Salud Mental.[5]